# Revuelta agrícola europea
La revuelta agrícola europea, también conocida como protestas agrícolas en Europa, son una serie de protestas que están ocurriendo desde diciembre de 2023. El motivo de las protestas se remonta a la práctica de políticas medioambientales y económicas restrictivas europeas, debido a que, según algunos agricultores, estas mismas políticas se han dedicado durante años a beneficiar exclusivamente a grandes explotaciones sin apenas valorar el trabajo, aportación y dedicación de los trabajadores agrícolas.
Estas políticas favorecen a la producción en masa e importaciones desde países no desarrollados o en vías de crecimiento como lo son Ucrania, zonas de América del Sur y África, o desde coaliciones económicas como el Mercosur. También se pusieron en práctica medidas que a base de restricciones y sanciones deterioran el trabajo de campo tradicional optando por una producción agrícola basada en otros conceptos sostenibles y progresistas. Esto desembocó en una gran serie de revueltas de las cuales aún se espera una respuesta por parte de los comités encargados del ámbito agrícola europeos y los gobiernos nacionales que gestionaron las nombradas medidas.

## Antecedentes

La gran mayoría de protestas se muestran en oposición a la Agenda 2030 y sus «Objetivos de Desarrollo Sostenible» de Naciones Unidas.

Esta revuelta se originó a causa de las políticas medioambientales restrictivas propuestas y puestas en práctica por los gobiernos europeos o por la misma Unión Europea. Una de las más llamativas, que fue el detonante que ocasionó el comienzo de estas revueltas en masa, fue el Pacto Verde Europeo, aprobado en 2020. Este pacto es un conjunto de iniciativas políticas de la Comisión Europea con el objetivo general de hacer que la Unión Europea sea climáticamente neutral en 2050. Entre algunas otras propuestas de la iniciativa de la UE, la que disgusta a los agricultores es la política de agricultura sostenible, que cuenta con medidas que promueven técnicas agrícolas que respeten el medioambiente con la estrategia «De la granja a la mesa», a la cual se llega a base de castigos, penalizaciones y sanciones. Esta propuesta no está bajo el apruebo de los obreros, campesinos y agricultores, quienes se han organizado y han puesto en marcha una gran cantidad de revueltas por todo el Viejo Continente. Según estos, las políticas impuestas se han dedicado durante todos estos años a beneficiar a grandes explotaciones, sin importarles el trabajo de las clases obreras del campo. El recorte a la ayuda al diésel agrícola es un buen ejemplo: bajo el pretexto de la protección del medio ambiente, los resultados son perjudiciales para los pequeños y medianos agricultores, que son los que más utilizan este combustible subvencionado, ya que utilizan menos pesticidas y apuestan por el cultivo mecánico del suelo mediante máquinas. Estas son algunas de las razones por las que las medidas europeas han ocasionado daño al sector agrario y a sus contribuyentes.El comisario europeo de Agricultura y Desarrollo Rural, Janusz Wojciechowski, alegó que la opinión de los agricultores se debe tener en cuenta, a pesar de que la mayoría de trabajadores agrícolas apuntan contra él al argumentar contra estas medidas.

## Movilizaciones agrícolas

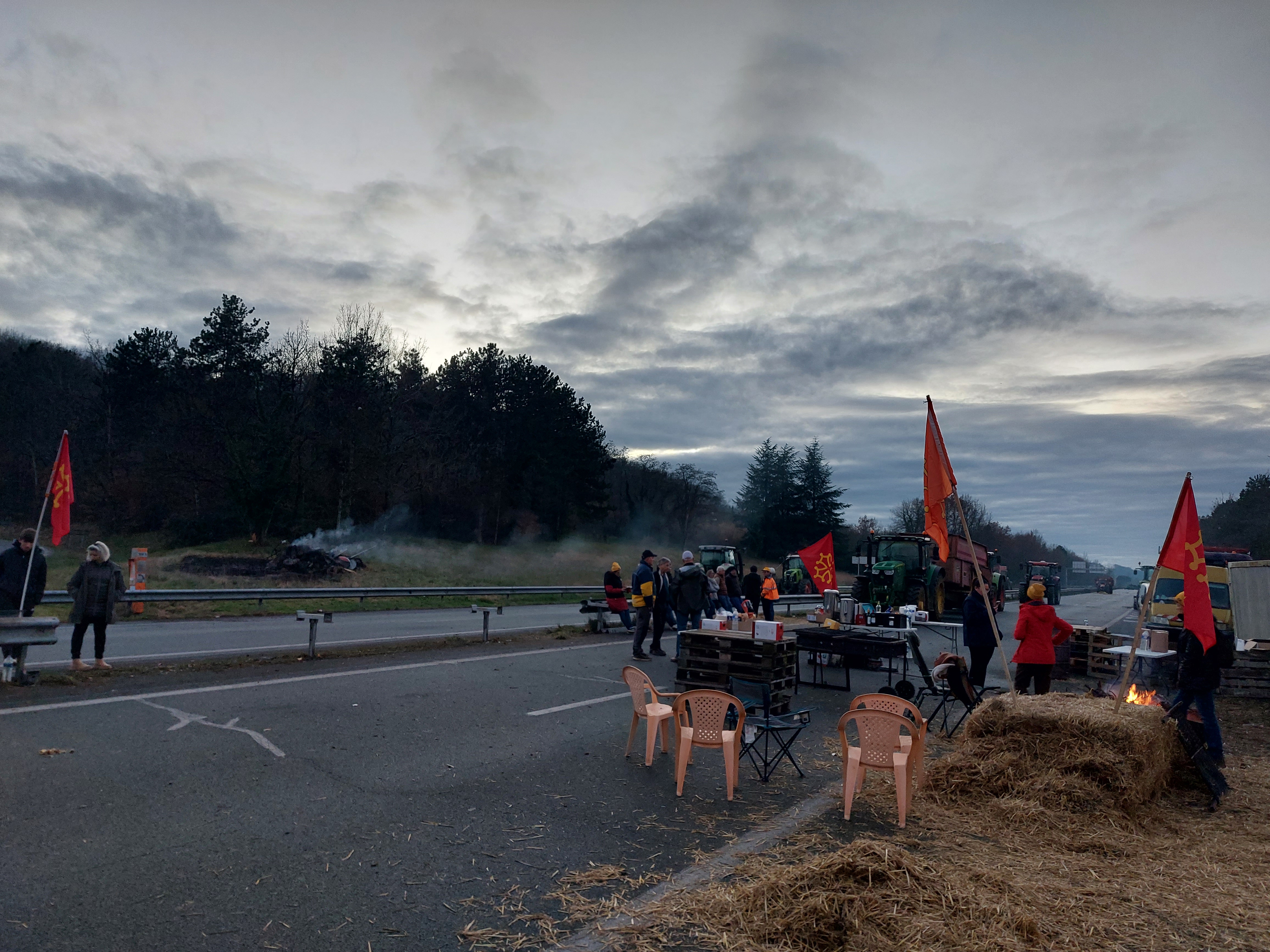
Agricultores franceses de origen occitano bloqueando en Agén una autovía el 24 de enero de 2024

### Detonante: Primeras protestas en Alemania
La primera de todas estas movilizaciones en Europa se remontan a finales de 2023 con en particular la revuelta agrícola en Berlín de diciembre donde hasta 1000 conductores de tractor pusieron en marcha sus tractores llegando a bloquear varias calles de la capital alemana. Esta movilización se llevó a cabo debido a que los agricultores alemanes alegaron que su maquinaria pesada solo funciona con diésel y que todavía no pueden cambiar a electricidad, atacando a la política de la Unión Europea que provocó el fin de los recortes de impuestos del diésel agrícola. Un portavoz del gobierno, Steffen Hebestreit, aclaró que él entendía que los agricultores organizaran este tipo de revueltas.
Es a inicios de 2024, cuando más agricultores del resto de Europa deciden emprender iniciativa contra estas mismas políticas de la Unión Europea y de sus propios gobiernos nacionales.

### Expansión de las protestas por Europa Central
En Francia, las movilizaciones masivas de agricultores comenzaron una semana después del estallido de las revueltas por el corazón de Europa. Es en el país francófono donde las revueltas agrarias han tenido más renombre. 

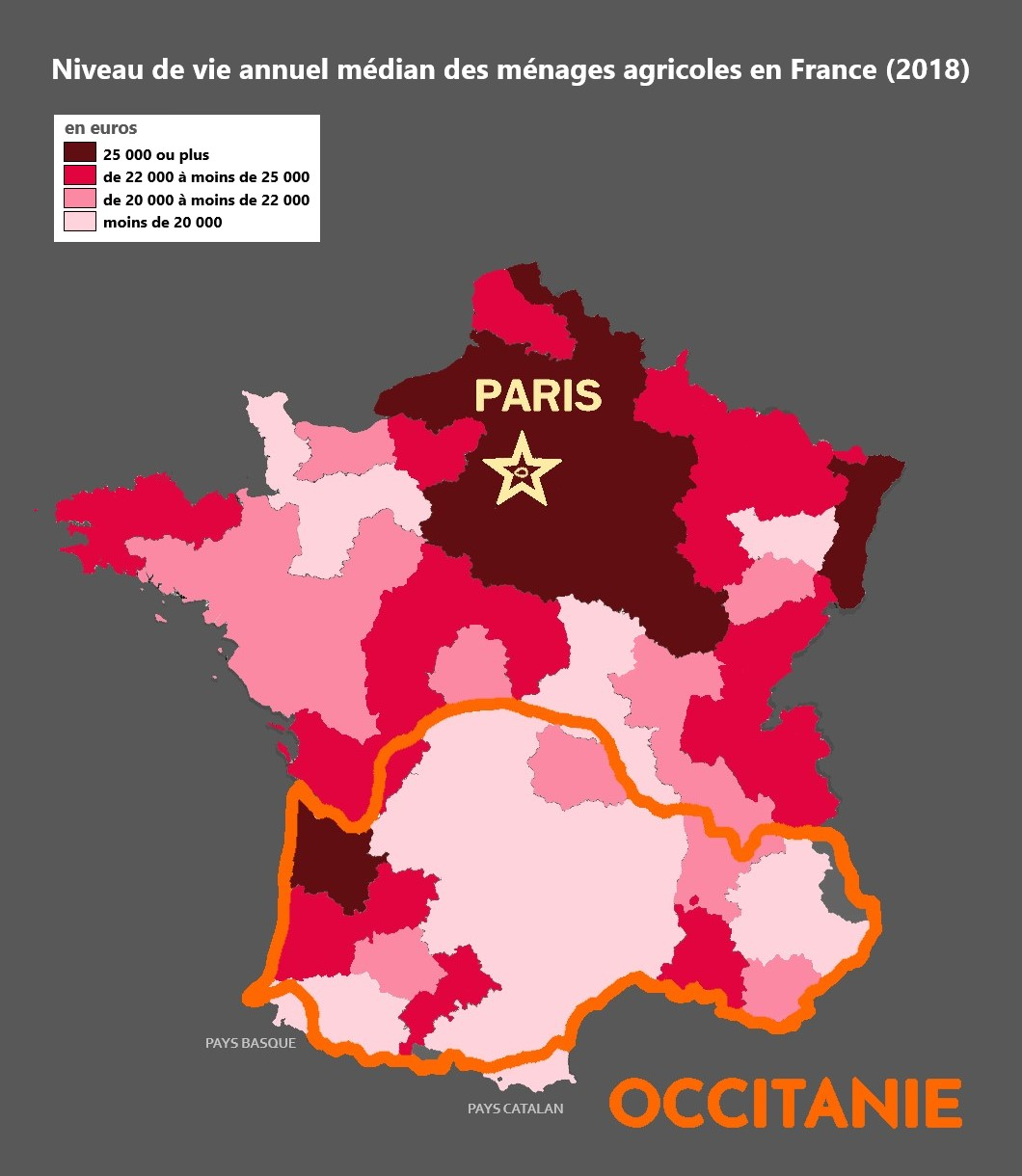
Mapa de la renta de los agricultores en Francia en 2018. En Francia, el movimiento campesino apareció por primera vez en Occitania, donde los agricultores son mucho más pobres que en la región de París. El bloqueo de la autopista Toulouse-Tarbes el 18 de enero se considera el acontecimiento que dio a conocer este movimiento y le dio impulso.

Muchos métodos han utilizado los trabajadores rurales franceses para hacerse notar, entre ellos, el bloqueo de calles importantes que conectan autopistas con otros países como España y Alemania, utilizando la técnica de boicot, impregnando instituciones públicas y a las mismas fuerzas policíacas de estiércol, entre otros. Numerosas carreteras fueron bloqueadas por campesinos occitanos a partir del 18 de enero (autopista Toulouse-Tarbes el 18, carretera nacional Toulouse-Auch el 19, autopista Toulouse-Burdeos el 22 de enero en Agén), luego estos bloqueos se extendieron a otras regiones de Francia después del 23 de enero. Finalmente, los agricultores anunciaron que querían intentar interrumpir el tráfico de las carreteras alrededor de París el 29 de enero. Estas revueltas también cerraron el paso a la autopista principal de Perpiñán, la cual es vital para el transporte de mercancías de todo tipo por Francia entre la Región de Occitania y la comunidad autónoma de Cataluña. Se ha difundido en formato de vídeo contenido audiovisual en el cual se aprecia como agricultores franceses asaltan con tractores algunas otras edificaciones de empresas privadas como el McDonald's de Agén el 24 de enero. Estos mismos protestantes decidieron también asaltar mercancías procedentes de España, donde se han atacado y destruido una gran cantidad de camiones de transporte que nunca llegaron a su destino debido a estas intervenciones por parte de los agricultores galos. En un video se capta a camioneros franceses asaltando un convoy español de mercancía que transportaba vino. Un total de 79 granjeros franceses fueron arrestados por acceder en Rungis al mayor mercado de mayoristas de toda Europa en Francia y otros 18 manifestantes fueron arrestados también cuando intentaban bloquear un importante centro de distribución de alimentos cerca de París.
A raíz de esta secuencia de sucesos, demás agricultores de otros países pertenecientes al continente europeo decidieron emprender la iniciativa de iniciar una campaña revolucionaria contra las malas políticas de agricultura sostenible. Ejemplo de ello son las revueltas de Países Bajos, Lituania, Polonia, Rumanía y Bélgica.
Las protestas en Polonia y Rumanía se deben a un acuerdo con Ucrania que liberaba su comercio, lo que genera una subida en los aranceles y las limitaciones de los productos locales que tienen para competir con los de la frontera. Un censo llevado a cabo el 31 de enero indicaba que un 94 % de la población rumana apoyaba esta serie de protestas. Media audiovisual capta diariamente en las calles de Rumanía cómo agricultores y camioneros se unen para cortar la circulación en carreteras y autovías importantes, el motivo de estas manifestaciones son el descontento de los obreros rumanos con las políticas europeas que velan por los altos precios de los seguros, el combustible y los fertilizantes, también afirman que muchas empresas de transporte y agrícolas están al borde de la quiebra.
A estas protestas se fueron sumaron otros países como República Checa, Eslovaquia, Bulgaria y Hungría y cooperaron todos juntos, animados por la importación de producto agrícola ucraniano.Los métodos de protestas no varían, y estos manifestantes húngaros han recurrido al igual que los agricultores de los demás países, a cortar la circulación de autovías y carreteras.Los agricultores búlgaros se han motivado a continuar con más fuerza sus protestas contra el grano ucranianocontra el que ya protestaban desde septiembre de 2023.
En Suiza, país no perteneciente a la Unión Europea, también surgieron protestas y movilizaciones organizadas a causa del aumento de los costos y los bajos precios de productos agrícolas.Martin Rufer, director de la Unión Suiza de Agricultores (SBV) declara que “Queremos que los agricultores tengan una participación justa en el precio de venta al público y que puedan repercutir sus costes adicionales".
En Bélgica la ciudad de Namur sufría un colapso de 36 horas por una manifestación en la que participaron 700 tractores y 1 500 agricultores.

### Protestas en el sur de Europa
La iniciativa francesa motivó las protestas de los agricultores de la península ibérica. Así, los manifestantes de Portugal comenzaron a cortar carreteras, autovías y autopistas con tal de protestar contra las políticas agrícolas. Muchas de las vías de distribución comercial cortadas conectaban infraestructuras con España. La exministra socialdemócrata francesa Ségolène Royal cargó contra los productos ecológicos españoles provocando la ira de los agricultores españoles que defienden que sus productos pasan todos los controles fisiosanitarios. Así como el pueblo francés rechazó los productos españoles, estos agricultores respondieron rechazando los productos marroquíes, siguiendo la misma conducta francesa.
Los agricultores italianos, que llevan días protestando contra las políticas europeas para paliar el cambio climático, le han regalado un tractor al papa Francisco y han llevado hasta el Vaticano una vaca convertida en símbolo de sus movilizaciones. "Saludo a los agricultores y ganaderos presentes en la plaza", ha declarado el pontífice al término del rezo dominical del el Ángelus refiriéndose al grupo de manifestantes llegado hasta el Vaticano después de recibir el permiso de la Santa Sede para poder hacerlo.
En Grecia miles de agricultores marcharon hacía el Parlamento situado en el centro de Atenas.

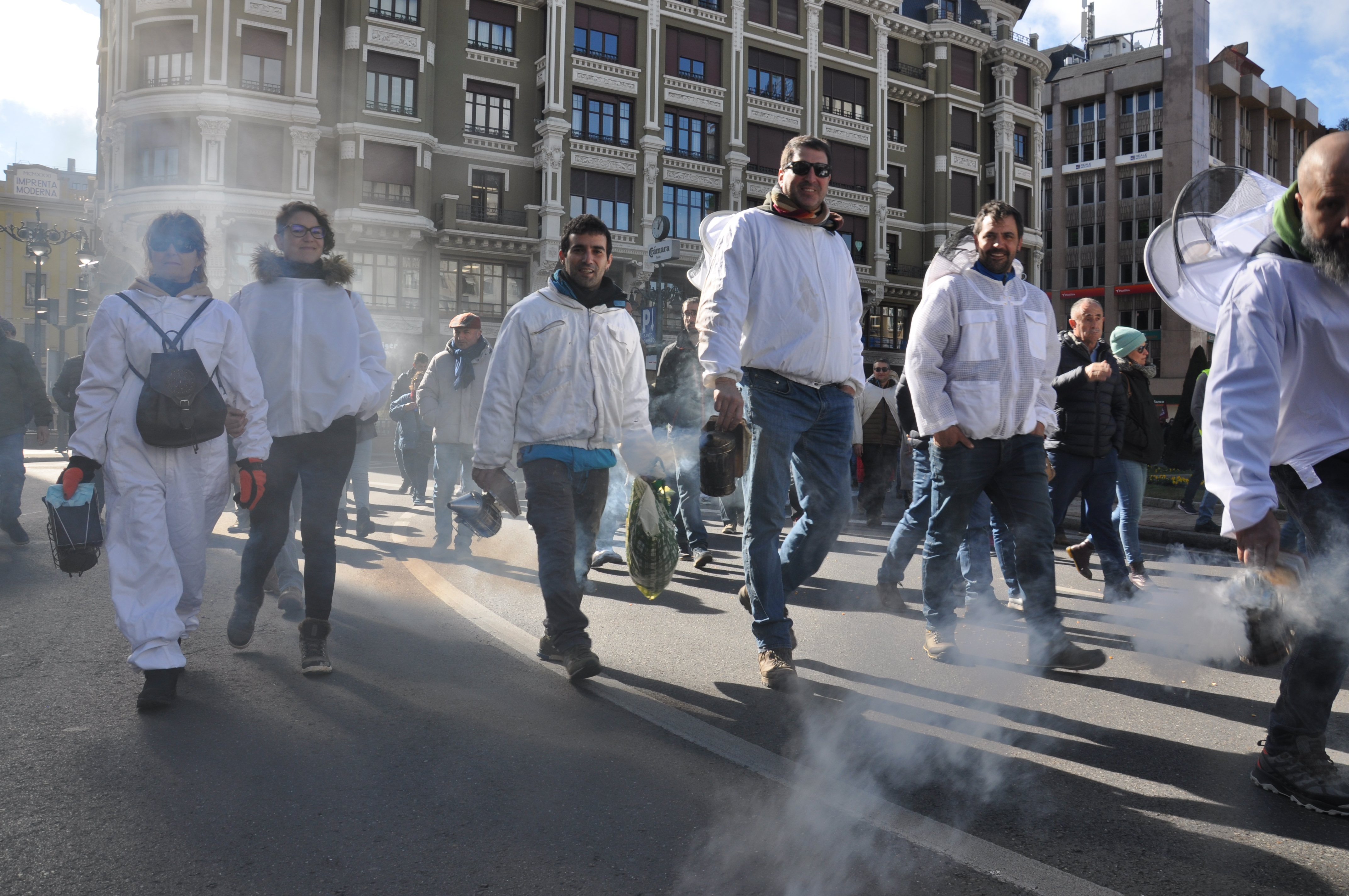
El sector apícola ha sido el más reciente en mostrar su apoyo a las protestas de los agricultores amenazando a las instituciones con utilizar a las abejas como método de defensa contra las cargas policiales.

En España, diversos comités y asociaciones agrícolas españolas con el apoyo de sindicatos agrarios, se organizaron y congregaron por primera vez contra estas políticas y decisiones agrarias, dando inicio el 4 de febrero a una gran serie de manifestaciones en España que comenzaron en Santander, Oviedo, Zamora, Bilbao y Badajoz, Mérida, Tomelloso o Girona, entre otros, para más tarde extenderse hacia las grandes ciudades y el resto de localidades españolas como Madrid, Toledo y Barcelona. En estas manifestaciones se utilizaron los mismos métodos que alemanes, franceses y belgas usaron en sus movilizaciones, ejemplos con el boicot, el bloqueo de autovías y ataques a camiones de transporte. Algunas de las protestas de estos agricultores españoles fueron lideradas y apoyadas por la médico valenciana y exmiembro de Vox Lola Guzmán, quien participó también en las protestas de Ferraz contra la amnistía y que durante estas protestas insultó y falto al respeto al personal policial que se encontraba protegiendo las calles donde se presentaron las manifestaciones. A algunas de las protestas de los agricultores se unieron grupos negacionistas que atribuían la sequía a las «élites globalistas». Entre estas protestas se denunció una tractorada ilegal, formada por 100 de éstos vehículos en la Región de Murcia, y liderada por Diego Conesa Guerrero, exmiembro de Vox. Estas manifestaciones en España son alimentadas tras que el tomate marroquí desplace el campo español en Europa; esto debido a que en este país, los costes de producción son mucho más altos que en Marruecos teniendo en cuenta la mano de obra, el diésel, los costes sociales y las políticas restrictivas europeas sobre la agricultura sostenible, mientras que en Marruecos no existen estas restricciones de producción. Además, los agricultores españoles están obligados a usar fertilizantes y transportes sumamente caros que a los agricultores marroquíes les salen mucho más baratos. En Oviedo, el 9 de febrero, decenas de agricultores se reunieron junto a sus tractores haciendo una suma de 100 vehículos agrarios con tal de cortar la vía a carreteras de la ciudad asturiana.Todas estas movilizaciones fueron apoyadas por las asociaciones agrarias Asaja, UPA y COAG, aunque estas no participaron en las manifestaciones de Ferraz para prevenir cualquier vinculación con cualquier finalidad política. En Andalucía los mayores cortes de tráfico lo sufrieron en Granada donde se corto la A-92 por varios puntos. En Málaga se cortó el acceso al puerto y varias avenidas de la capital. La tractorada provocó colapsos en los accesos a Jerez de la Fra. En Sevilla, en un intento de llegar al Parlamento andaluz cortaron el puente de El Cachorro. En Huelva unos quinientos agricultores se concentraron en Escacena para dirigirse hacia la capital onubense. Los agricultores de Córdoba cortaron la N-432 y en Jaén cortaron la A-4.En Antequera, Málaga, se concentraban en la centrales logísticas de Día y Mercadona los días 7 y 8. En León y Vitoria también apuntaban al mismo culpable y hacían lo propio en las centrales de Mercadona para protestar por frenar la especulación y las prácticas abusivas de las cadenas de supermercados.

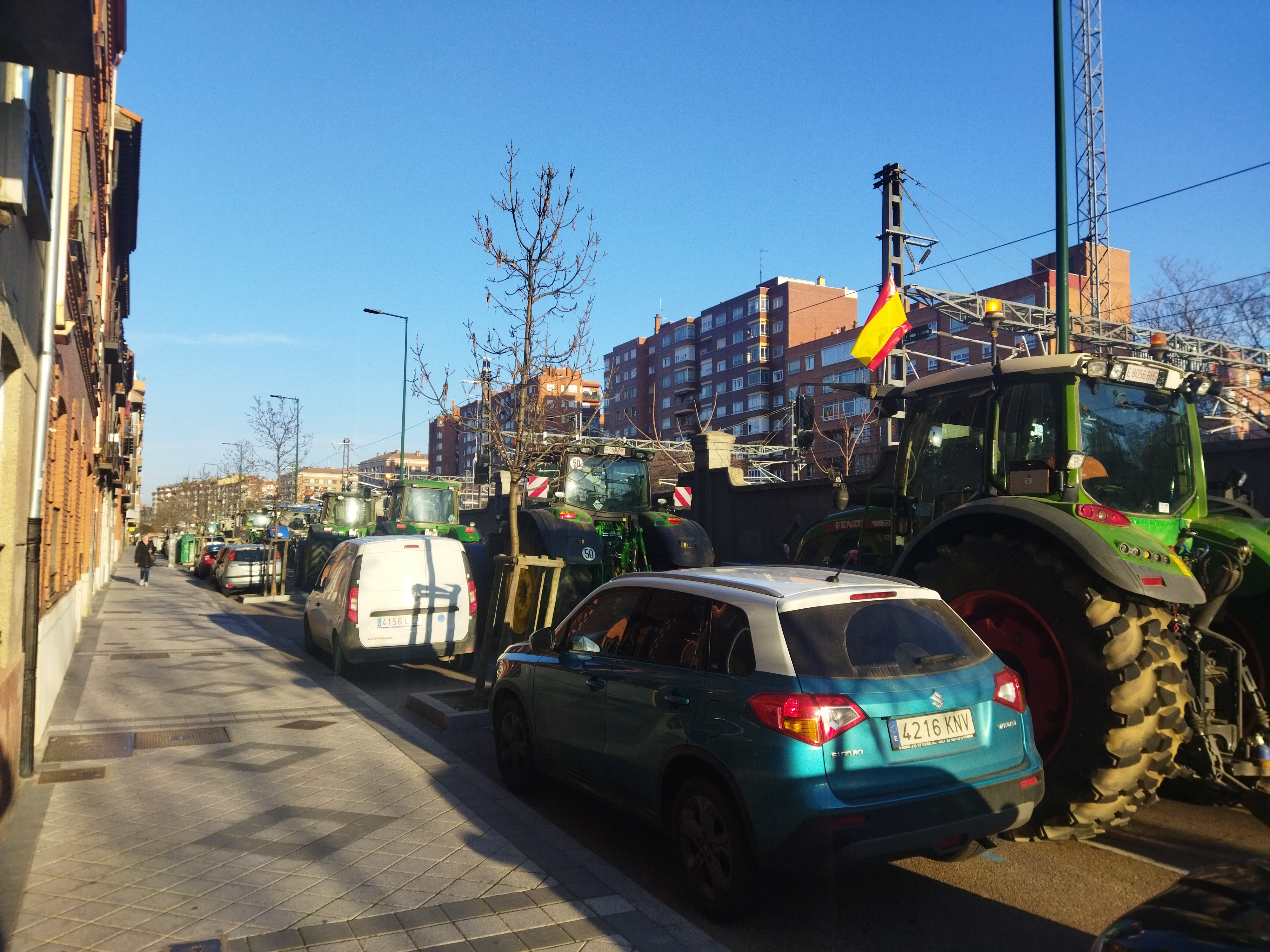
Tractores cortando el paso de la Calle de la Estación, Valladolid
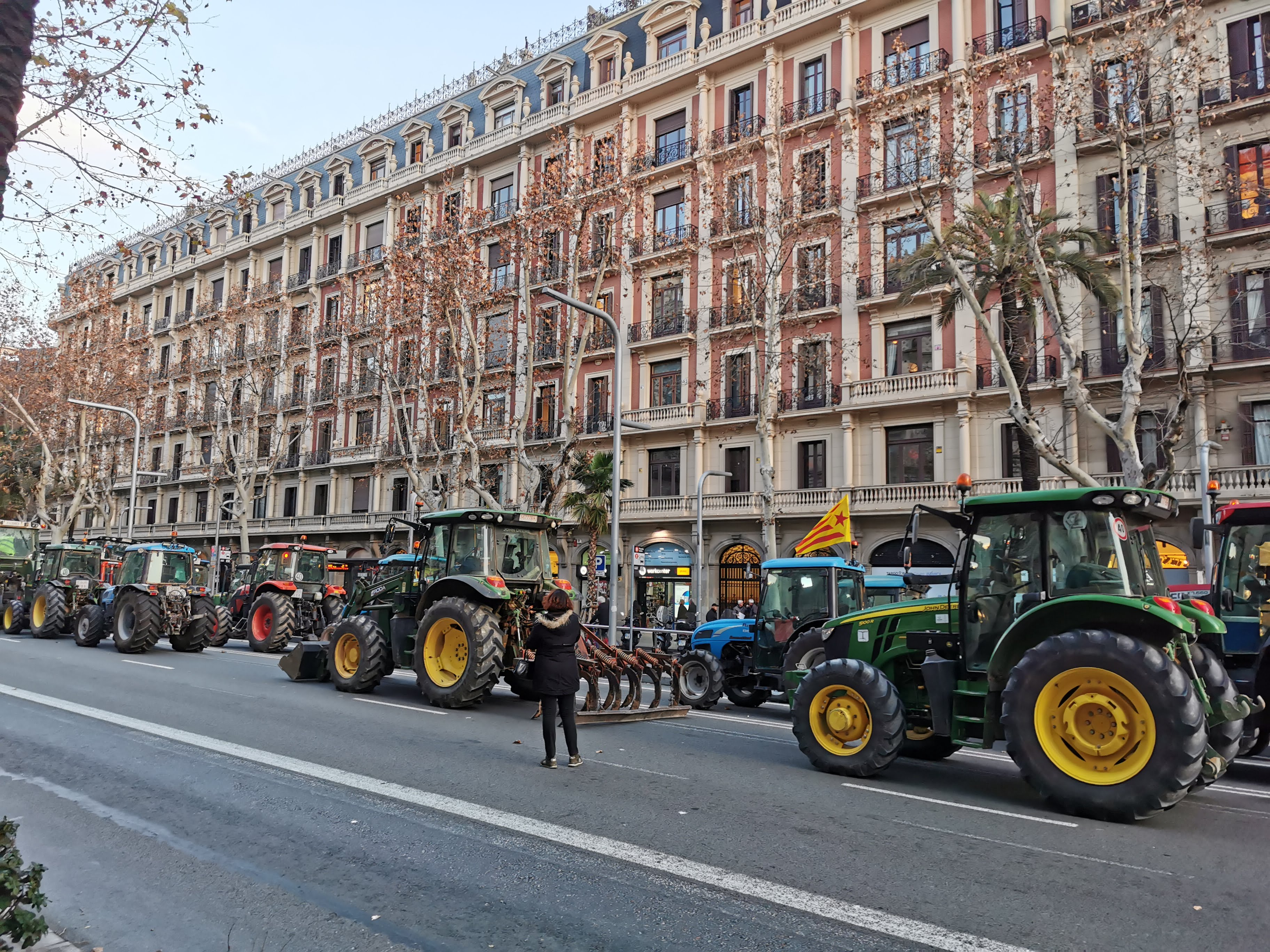
Tractores cortando el paso de la Avenida Diagonal, Barcelona
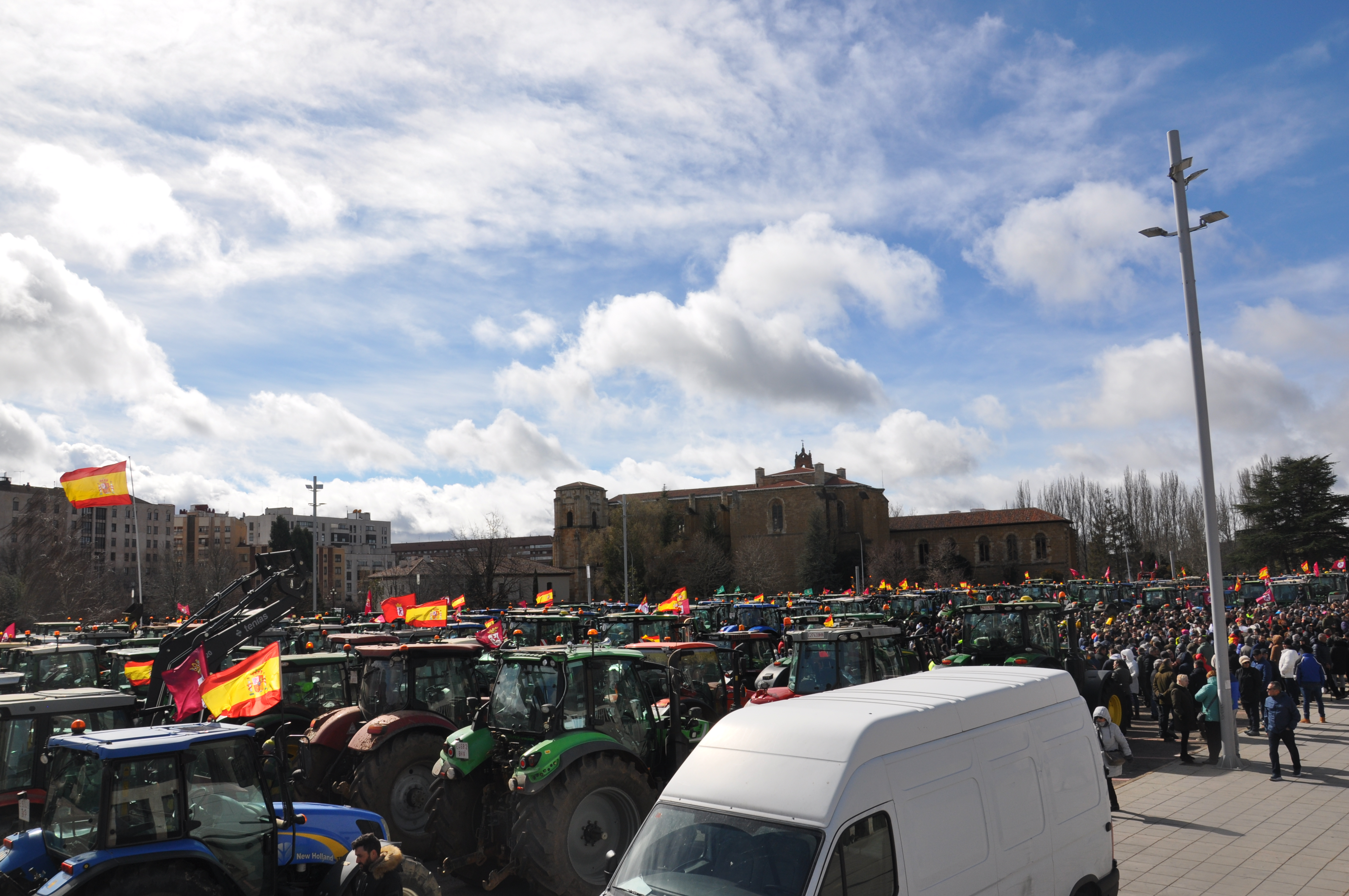
Reunión de tractores en la explanada de la Subdelegación Territorial de la Junta de Castilla y León, León

## Respuestas gubernamentales
Mientras aumentan las manifestaciones de los agricultores en la Unión Europea, la presidenta de la Comisión Europea, Ursula von der Leyen, lanza, el jueves 25 de enero, un diálogo estratégico sobre el futuro de la agricultura al que están invitados los sindicatos agrícolas y los representantes de las comunidades rurales, así como fabricantes, grandes minoristas  consumidores, ONG medioambientales e incluso bancos. La reflexión pretende dar lugar a un informe.
El comisario europeo de Agricultura y Desarrollo Rural, Janusz Wojciechowski, alegó el 22 de enero de 2024 que el problema generado en el sector primario, no tiene nada que ver con el programa de agricultura sostenible europeo, sino que el problema viene de la mala gestión que los países miembros le han dado a las medidas. Tras las revueltas y ataques perpetrados por agricultores de toda Europa, la Unión Europea ofreció un derrocamiento de las medidas y reformas agrícolas de la PAC durante un lapso de 12 meses bajo la condición de cumplir con algunas normativas para proseguir la iniciativa de agricultura sostenible. Estas normas exigen, entre otras cosas, dedicar una proporción mínima de tierra cultivable a áreas o características no productivas, que normalmente se refieren a zonas en barbecho, un requisito que Bruselas propone derogar para que los agricultores sigan teniendo derecho a recibir el pago directo básico de la PAC.
La Unión Europea, cedió el 6 de febrero ante los intereses de los agricultores, y decidió retirar el plan para recortar el uso de los pesticidas en un 50 %. La presidenta de la Comisión ha reconocido que se trata de una medida que “causa polarización” y se ha comprometido a negociar una nueva regulación. Fue la propia presidenta de la Comisión, Ursula von der Leyen quien lo ha anunciado el día 6 ante el Parlamento Europeo.
El 6 de febrero, el Ministerio de Agricultura del gobierno de España decidió enviar una ayuda para 140 000 agricultores en plena jornada de protestas, que recibirán hasta 269 000 000 de euros.

## Consecuencias

### Daños e insuficiencia logística
En España, supermercados de Málaga se vieron desabastecidos debido a las protestas en la central logística de Antequera y también, durante las manifestaciones y protestas en Francia, muchos camiones de mercancía españoles fueron atacados y asaltados por manifestantes, haciendo que la cantidad de daños en euros ascendiera a 12.000.000 al día, es decir, cerca de 120.000.000 las perdidas totales para el 5 de febrero, un día antes de que los agricultores españoles comenzasen a movilizarse de manera organizada. Estrategias similares suceden en Bélgica, donde los manifestantes han logrado interferir en centrales logísticas y llegaron a cortar suministros a almacenes y supermercados, haciendo que se interrumpa el abastecimiento a estos.

### Muertes
El 23 de enero en Pamiers, Francia, una madre y su hija murieron y su marido resultó gravemente herido después de que un coche chocara contra un control de carretera donde se encontraban.

## Situación por país
A continuación, una tabla que cuenta con la información acerca de algunas de las razones exclusivas de cada país por la que los agricultores se han alzado en armas contra los gobiernos europeos.
| Fecha de Inicio         | Fecha de finalización | País         | Causa principal | Respuesta gubernamental                                                                                 | Impacto en el sector                           |
| ----------------------- | --------------------- | ------------ | --- | --- | ---------------------------------------------- |
| 23 de noviembre de 2023 | 6 de marzo de 2024    | Polonia      | Acuerdo con Ucrania | Pendiente de respuesta                                                                                  | Alta tensión en el sector                      |
| 18 de diciembre de 2023 |                       | Alemania     | Eliminación de exenciones fiscales                                                                                        | Reconsideración de medidas                                                                              | Alta tensión en el sector                      |
| 10 de enero de 2024     |                       | Rumania      | Acuerdo con Ucrania | Pendiente de respuesta                                                                                  | Inquietud en el mercado                        |
| 16 de enero de 2024     |                       | Francia      | Normativa medioambiental, costos de energía, Acuerdo con Ucrania y con Mercosur                                           | Diálogo con agricultores                                                                                | Movilización nacional                          |
| 20 de enero de 2024     |                       | Grecia       | Costos y catástrofes naturales                                                                                            | Pendiente de respuesta                                                                                  | Crisis en la producción                        |
| 24 de enero de 2024     |                       | Lituania     | Prohibición de mercancía rusa                                                                                             | Movilización nacional                                                                                   | Crisis de exportaciones lituanas               |
| 28 de enero de 2024     | 26 de febrero de 2024 | Bélgica      | Imposición de determinadas medidas ambientales.                                                                           | Pendiente de respuesta                                                                                  | Alta tensión en el sector                      |
| 30 de enero de 2024     |                       | Italia       | Entrada de alimentos sintéticos en el mercado y el aumento de los costes del gasóleo agrícola.                            | Reconsideración de medidas                                                                              | Movilización nacional                          |
| 2 de febrero de 2024    |                       | Países Bajos | Políticas ambientalistas                                                                                                  | Proceso de negociación                                                                                  | Movilización nacional                          |
| 2 de febrero de 2024    |                       | Suiza        | Aumento de los costos y los bajos precios de productos agrícolas.                                                         | Pendiente de respuesta                                                                                  | Alta tensión en el sector                      |
| 4 de febrero de 2024    | 10 de junio de 2024   | España       | Reforma de la PAC, Pacto Verde, Ley de Bienestar Animal, Ley de la Cadena Alimentaria, Acuerdo con Ucrania y con Mercosur | Evaluando acciones conjuntas agricultores y ganaderos y posible apoyo otros sectores como el transporte | Descontento del sector. Movilización nacional. |
| 5 de febrero de 2024    |                       | Bulgaria     | Revisión exhaustiva de la distribución de la ayuda y las asignaciones presupuestarias propuestas.                         | Proceso de negociación                                                                                  | Crisis en la producción                        |
| 8 de febrero de 2024    |                       | Hungría      | Importaciones libres de impuestos de productos procedentes de Ucrania.                                                    | Pendiente de respuesta                                                                                  | Crisis en la producción                        |